# Dongosaro (Ort)

Karte von Sonsorol

Dongosaro (auch Sonsorol) ist eine der vier Gemeinden des Teilstaates (d. h. ein Verwaltungsgebiet) Sonsorol in der Inselrepublik Palau. Der Ort liegt im Westen der gleichnamigen Insel Dongosaro.

## Geographie
Der Ort ist das einzige Dorf auf der Insel und liegt an deren Westküste.

## Verwaltung
Nach Artikel XI, section 1 der Verfassung von Sonsorol ist die Insel Dongosaro eine eigenständige Gemeinde und bildet die 'Hauptstadt' des Staates Sonsorol, zu welchem noch drei weitere Inseln gehören.

1935 lebten auf der Insel noch 153 Einheimische und 7 Japaner. Die Insel verfügte im Zweiten Weltkrieg über eine große Anlegestelle, wovon noch Reste erhalten sind. In das Saumriff wurde dazu im Westen der Insel eine Schiffspassage gesprengt.

### Bildung
Die Schule von Dongosaro wurde 1972 gegründet. Dort werden Schüler unterschiedlichen Alters in einer Klasse unterrichtet.

## Wirtschaft
Der Lebensunterhalt der Einwohner wird durch Landwirtschaft und Fischfang gedeckt.

## Verkehr
Der Verkehr erfolgt hauptsächlich per Boot.